# 傅 (姓)
傅（ふ）は、漢姓のひとつ。『百家姓』の84番目。

## 中国の姓
2020年の中華人民共和国の第7回全国人口調査（国勢調査）に基づく姓氏統計によると中国で66番目に多い姓であり、448.33万人がいる。一方、台湾の2018年の統計では第56位で、53,437人がいる。

### 文字
中華人民共和国では「傅」はしばしば「付」と書かれる。これはあて字であり、もとから「付」であったものはきわめて少ないと考えられる。
1977年の第二次漢字簡化方案（正式には採用されなかった）では、「傅」を「付」と書くこととしていた。

### 著名な人物
- 傅説（ふえつ） - 殷の高宗（武丁）の宰相。
- 傅寛 - 前漢の武将。
- 傅介子 - 前漢の武将。
- 傅昭儀 - 前漢の元帝の妃。哀帝の祖母。
- 傅嘏 - 三国時代の魏の政治家。
- 傅彤 - 三国時代の蜀漢の武将。傅肜とも。
- 傅僉 - 三国時代の蜀漢の武将。傅彤の子。
- 傅玄 - 西晋の政治家、学者。
- 傅顔 - 五胡十六国時代の前燕の武将。
- 傅永 - 南北朝時代の北魏の軍人。
- 傅奕 - 唐の学者。
- 傅友徳 - 元末明初の軍人。
- 傅山 - 明末清初の文人、画家。
- 傅増湘 - 中華民国の政治家。
- 傅作義 - 中華民国の軍人、政治家。
- 傅斯年 - 中華民国・台湾の歴史学者。中央研究院歴史語言研究所の創立者。
- 彭真 - 政治家。本名は傅懋功。
- 傅全有 - 軍人。
- 傅鉄山 - 中華人民共和国の自選自聖による北京教区司教。中国天主教愛国会主席。
- 傅文俊 - 芸術家。
- フー・ツォン（傅聰）- ピアニスト。
- マルコ・フー（中国語版）（傅家俊） - 香港出身のスヌーカー選手。
- テレサ・フー（傅穎） - 香港の歌手、女優。

## 朝鮮の姓
傅（プ、朝: 부）は、朝鮮人の姓の一つである。2015年の国勢調査による韓国内での人口は23人。
| 氏族（地域） | 創始者 | 人数（2015年） |
| ------------ | ------ | -------------- |
| 楊根傅氏     |        | 5              |
| 漢陽傅氏     |        | 5              |